# ミャンマー言語委員会
ミャンマー言語委員会（ビルマ語:မြန်မာ-အင်္ဂလိပ် အဘိဓာန်, Myan-ma-za Aphweh）は、ミャンマーの政府教育機関である。1993年に発行されたビルマ語―英語辞典の編集や、ビルマ語のMLCTS式ラテン文字表記法の制定などを行っている。